# دولکان
دولکان، روستایی است از توابع بخش مرکزی شهرستان سردشت استان آذربایجان غربی ایران.

## جمعیت
این روستا در دهستان آلان قرار دلاالاشته و بر اساس سرشماری سال ۱۳۹۵ جمعیت آن ۳۳۸ نفر (۶۴ خانوار)
بوده‌است.